# M-120
La M-120 es una carretera de la Red Local de la Comunidad de Madrid. Con una longitud de 6,12 km, une Talamanca del Jarama con el límite de provincia con Guadalajara, en Valdepiélagos.

## Trayecto
Esta vía une entre sí los municipios de Talamanca del Jarama y Valdepiélagos. Continúa como GU-1058 una vez dentro de la provincia de Guadalajara.

## Tráfico
Según las estadísticas de tráfico, en 2023 la intensidad media diaria alcanzaba la cifra de aproximadamente 2200 vehículos diarios, con un 5,3 % de tráfico de camiones.